# KaiOS
KaiOS — мобильная операционная система, основанная на Linux, которая «соединяет мощь смартфонов с доступностью фичерфонов» и предназначена для кнопочных мобильных телефонов. Является форком B2G (Boot to Gecko), развиваемого сообществом свободного преемника операционной системы Firefox OS, разработка которой была прекращена Mozilla в 2016 году.
Операционная система появилась в 2017 году и разработана KaiOS Technologies, компанией, возглавляемой Себастьяном Коудвиллем. Компания базируется в Сан-Диего (США) и имеет отделения в других странах.
В апреле 2019 года компания KaiOS Technologies запустила в открытом доступе рекламную сеть KaiAds, благодаря которой появилась возможность размещения рекламы в приложениях на KaiOS.
К 2023 году стало очевидным снижение темпов разработки ОС и интереса к ней со стороны пользователей, разработчиков ПО и производителей устройств. Сократилось количество выпускаемых новых телефонов. Версии KaiOS 3.0 и 3.1 лишились поддержки WhatsApp и из-за этого представлены в основном в США, в то время как в остальном мире продолжают выпускаться полусмартфоны на базе версии 2.5. Разработчиками высказываются подозрения в том, что KaiOS находится «на грани смерти».

## Возможности и особенности
Основными возможностями KaiOS являются поддержка LTE, GPS, Wi-Fi, приложений на HTML5, а также большая энергоэффективность на устройствах без сенсорного экрана и меньшее потребление памяти.
Некоторые сервисы предустановлены как HTML5-приложения, включая Twitter, Facebook и YouTube. KaiOS может работать с устройствами, в которых размер оперативной памяти составляет 256 МБ или больше.
Кроме того, есть магазин приложений, позволяющий пользователям загружать приложения.

## Устройства

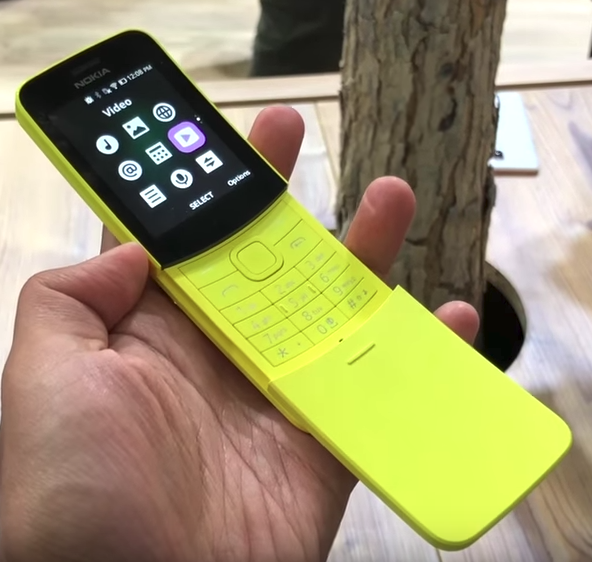
Nokia 8110 4G

Устройства с предустановленной KaiOS (неполный список) представлены на официальном сайте KaiOS.

## Партнёрства
На февраль 2018 года KaiOS Technologies имеет партнёрские соглашения с Airfind, Facebook, Google, Twitter, Bullitt, Doro, HMD Global, Micromax, NXP, Spreadtrum, Qualcomm, Jio, Sprint, AT&T и T-Mobile.
В июне 2018 года появилась информация о том, что Google инвестировал в эту операционную систему 22 млн долларов.
13-15 ноября 2018 года на выставке AfricaCom 2018 (Кейптаун, ЮАР) генеральный директор MTN Group, генеральный директор KaiOS Technologies Inc., исполнительный вице-президент China Mobile Communications Group и исполнительный вице-президент Unisoc объявили о партнёрстве по запуску первого в мире 3G-смартфона в Африке, работающего на KaiOS.
7 февраля 2019 г. в Марселе (Франция) Avenir Telecom, эксклюзивный представитель компании Energizer, и KaiOS Technologies объявили о своём партнёрстве и предстоящем выпуске восьми новых телефонов под торговой маркой Energizer на базе KaiOS.
25 февраля 2019 г. в Барселоне (Испания) компании KaiOS Technologies и Ooredoo объявили о выпуске телефона, который обеспечит доступ к мобильному интернету в Катаре и поможет расширить цифровую интеграцию в регионе.
25 февраля 2019 г. на выставке Mobile World Congress (MWC) в Барселоне (Испания), компания Orange, в сотрудничестве с KaiOS Technologies и Unisoc, объявили о выпуске телефона «Sanza» с функцией распознавания голоса по цене 20$ США.
В марте 2020 года KaiOS Technologies начала сотрудничать с Mozilla, чтобы внедрить современную версию движка браузера Gecko в будущие сборки KaiOS.

## История версий
| Версия  | Дата релиза   | Новые функции |
| ------- | ------------- | --- |
| 1.0     | март 2017     | Первый раскладной телефон с интеллектуальной функцией KaiOS на базе Gecko 36                                                   |
| 2.0     | июль 2017     | Мажорное обновление, обновление ядра до Gecko 48                                                                               |
| 2.5.0   | ноябрь 2017   | Сервисы и сторонние приложения                                                                                                 |
| 2.5.1   | июль 2018     | KaiStore, KaiAccount и дополнительные функции, WhatsApp                                                                        |
| 2.5.2   | декабрь 2018  | Поддержка KaiAds и сервисов SIM-карты                                                                                          |
| 2.5.3   | июль 2019     | Основные обновления сервиса, улучшение сервиса определения местоположения                                                      |
| 2.5.3.1 | февраль 2020  | Незначительные системные обновления, улучшение уведомлений                                                                     |
| 2.5.4   | август 2020   | Интеграция с LF 1.6, требования для Северной Америки                                                                           |
| 3.0     | сентябрь 2021 | Мажорное обновление, обновление Gecko до версии 84 (декабрь 2020 г.). Утрачена обратная совместимость приложений с версией 2.5 |
| 3.1     | март 2022     | Незначительные системные обновления                                                                                            |
| 4.0     | май 2025      | Обновление Gecko до версии 123, добавление поддержки сетей 5G                                                                  |

## Повышение привилегий
С выпуском Nokia 8110 4G возникло активное сообщество вокруг телефона и KaiOS, и была выпущена первая версия программы для повышения привилегий. Это дало пользователям возможность использовать старые приложения Firefox OS на устройствах KaiOS, а также устанавливать на свои устройства прошивки, созданные сообществом, такие как GerdaOS.
Некоторые устройства могут быть рутированы, что даёт пользователю дополнительные возможности